# Culicoides aricola
Culicoides aricola är en tvåvingeart som beskrevs av Jean-Jacques Kieffer 1922. Culicoides aricola ingår i släktet Culicoides och familjen svidknott.
Artens utbredningsområde är Österrike. Inga underarter finns listade i Catalogue of Life.